# قلعه صاحب
قلعه صاحب مربوط به دوره زند است و در شهرستان مروست، بخش مرکزی، دهستان هرابرجان، ۵ کیلومتری شهر مروست، کنار جاده مروست به یزد واقع شده و این اثر در تاریخ ۱۵ دی ۱۳۸۷ با شمارهٔ ثبت ۲۴۳۴۰ به‌عنوان یکی از آثار ملی ایران به ثبت رسیده‌است.